# Сарджик
Сарджик — средневековый замок XIII—XV века в юго-западной части Крыма, в 5 км к северо-западу от села Широкое Балаклавского района Севастополя. Крепость также известна под названиями Исарчик и Биюк-Мускомское укрепление.

## История
Историки допускают, что укрепление могло быть построено в XIII веке после гибели, в результате похода монголов на Таврику в 1278 году, расположенной невдалеке крепости Асаране-Бурун и в связи с переходом горного Крыма в зону влияния Трапезундской империи. Считается, что крепость являлась центром большой военно-административной единицы княжества Феодоро и центром притяжения северной части Байдарской долины. В XV в. она входит в систему пограничных фортификационных объектов княжества Феодоро в Юго-Западной Таврике, на границе с консульством Чембало Генуэзской республики.

## Описание
Руины находятся на плато ограниченного с трёх сторон обрывами скального мыса Биюк-Кармызы в юго-восточной части каньона Чёрной речки. Площадка укрепления, площадью 1,3 гектара, отгорожена от плоскогорья (с напольной стороны) стеной длиной около 160 метров с тремя прямоугольными башнями. Стены и башни были сложены их подтёсанного бута на известковом растворе, расстояние между башнями 30—60 м, ворота шириной 2,5 м были устроены в башне на юго-восточном фланге обороны. По краю мысовой площадки сохранились остатки парапетных стен вдоль всего мысового обрыва. Кроме крепостных сооружений сохранились руины церкви и следы каменных построек.

## История изучения
Первое описание крепости оставил Пётр Кеппен в 1837 году. Учёный составил план укрепления, зафиксировал размеры стены в 105—110 шагов при толщине 0,5 сажени и предполагаемых развалин башни (6 аршин в длину и 5 в ширину), считал, что исар служил наблюдательным постом. В. Х. Кондараки посвятил в 1867 году Исарчику отдельную статью, указав, что обрывистый отрог, на котором находятся руины, называли Хараджа-пул и подвергнув критике некоторые выводы Кеппена. В статье высказывалось предположение, что укрепление могло служить убежищем жителям исчезнувшего селения, которое должо было находиться рядом с замком, в лощине бахчалар, поросшей заброшенными садами. Кондараки уточнял, что стены были сложены на известковом растворе, высоту (по количеству камней в развалах) реконструировал в 3 сажени, а предполагаемые Кеппеном развалины башни у дороги в исарчик посчитал остатками ворот. Также исследователь сообщил местные предания о принадлежности в прошлом укреплпния френкам (генуэзцам). В дальнейшем Сарджик кратко упоминали Н. И. Репников в рукописи «Материалы к археологической карте юго-западного нагорья Крыма» 1940 года, Е. В. Веймарн в статье «Пещерные города» Крыма в свете археологических исследований 1954—1955 гг. и А. Л. Якобсон в работе «Раннесредневековые сельские поселения юго-западной Таврики».